# Rohan Nichol
Pour les articles homonymes, voir Nichol.
Rohan Nichol est un acteur australien né le 4 juillet 1976 à Geraldton en Australie-Occidentale.

## Filmographie

### Cinéma
- 2002 : Garage Days : le responsable du pub de York
- 2004 : A Man's Gotta Do : Paul
- 2005 : Bose, le heros oublié : l'officier
- 2005 : Star Wars, épisode III : La Revanche des Sith : capitaine Raymus Antilles
- 2008 : L'Amour de l'or : Stefan
- 2010 : South Solitary : Harry Stanley
- 2011 : Red Dog : Jocko

### Télévision
- 2000 : Brigade des mers : Shane Green (1 épisode)
- 2002 : White Collar Blue : Lester Zwick (1 épisode)
- 2002-2003 : All Saints : Aaron Collingwood (5 épisodes)
- 2004 : Summer Bay : Stafford McRae (2 épisodes)
- 2005-2006 : Headland : Détective Luc Palermo (40 épisodes)
- 2008 : Underbelly : Brendan Kraus (3 épisodes)
- 2009 : Rush : Napthorn (3 épisodes)
- 2010 : Band of Brothers : L'Enfer du Pacifique : second lieutenant Lebec (1 épisode)
- 2011 : Killing Time : Détective Scarlett (1 épisode)
- 2011 : Terra Nova : Weaver (2 épisodes)
- 2012 : Miss Fisher enquête : Vic Freeman (1 épisode)
- 2013 : Reef Doctors : Toby McGrath (13 épisodes)
- 2014 : Perception : Mick Dorian (1 épisode)
- 2014 : The Exes : Professeur Straf (1 épisode)